# Slavomír Kňazovický
Slavomír Kňazovický, né le 3 mai 1967 à Piešťany, est un céiste slovaque pratiquant la course en ligne.

## Palmarès

### Jeux olympiques
- Médaille d'argent aux Jeux olympiques d'été de 1996 à Atlanta en C-1 500 m[1].